# St. Felix (Marling)

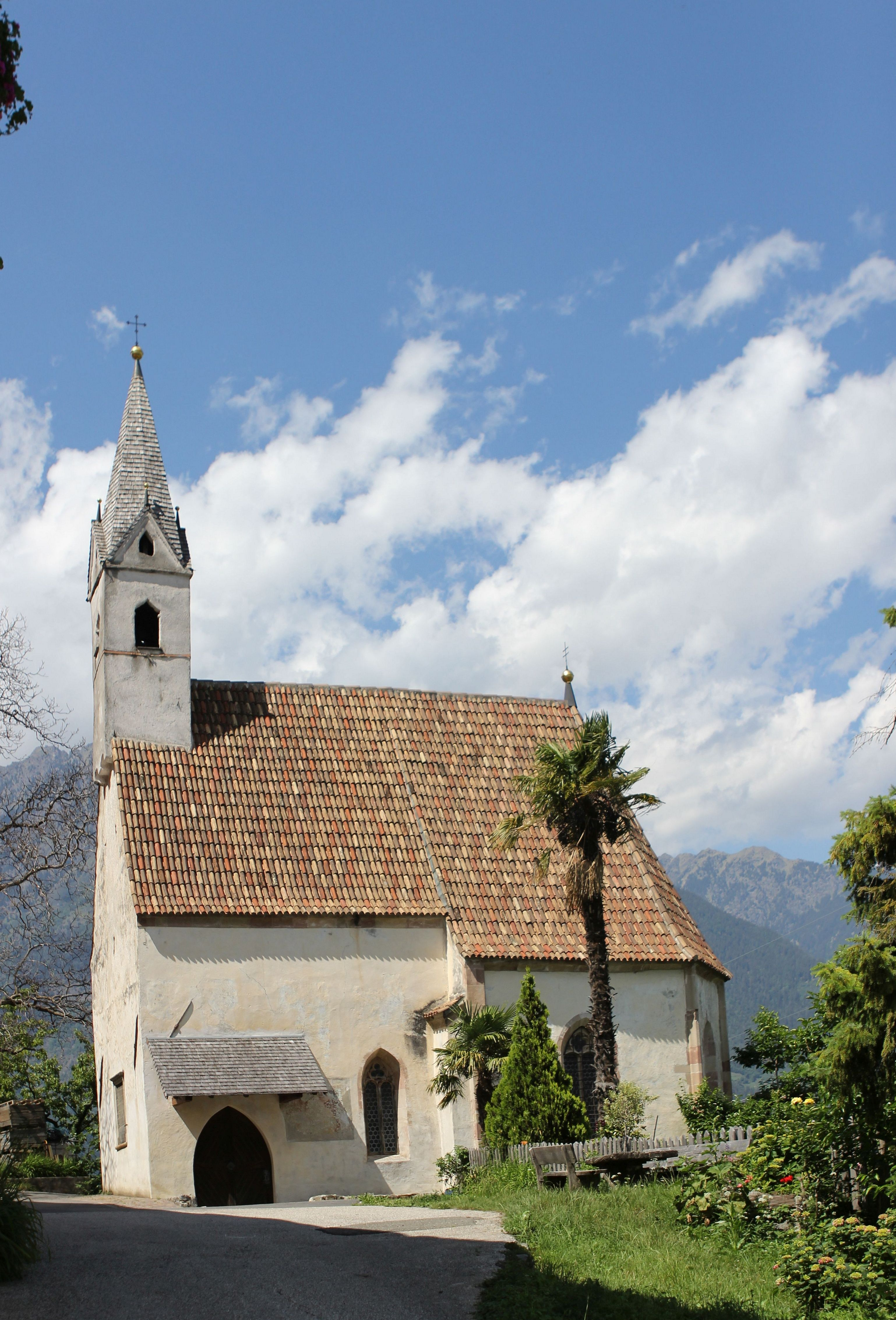
Filial- und Wallfahrtskirche St. Felix

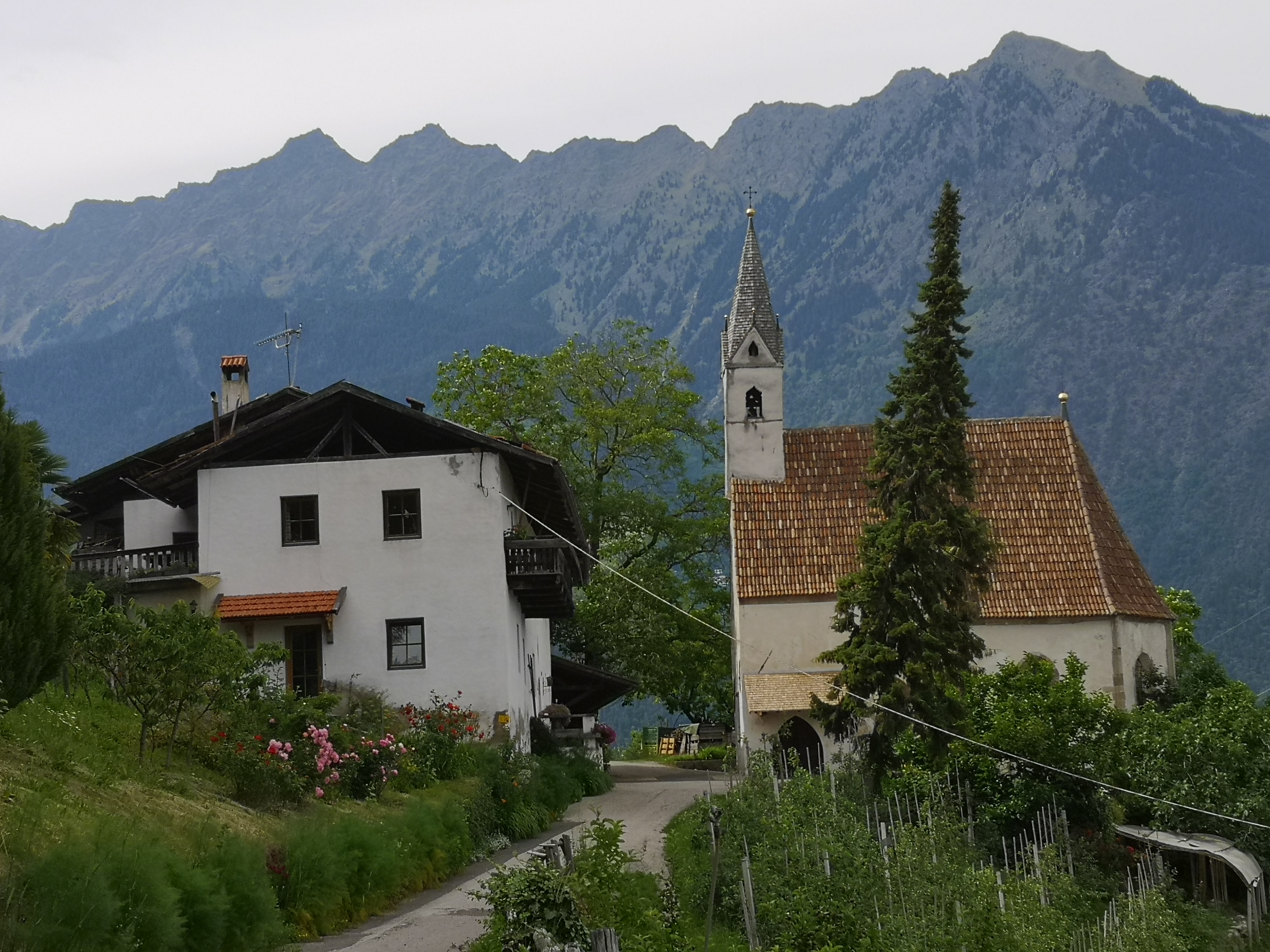
Felixerhof und St. Felix mit Mutspitze im Hintergrund

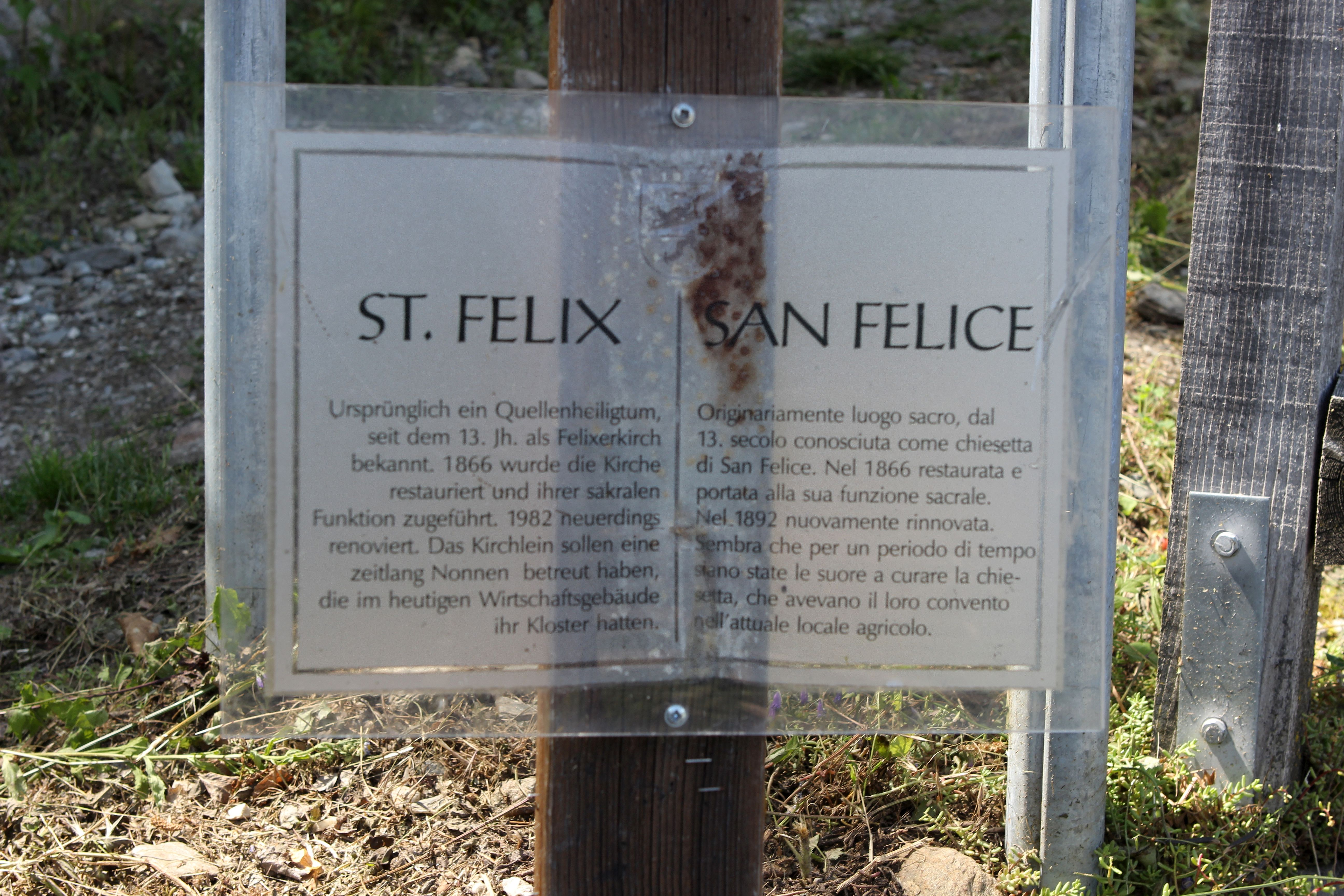
Infotafel

Die römisch-katholische Filialkirche St. Felix in der Nörder, umgangssprachlich auch St. Fleis genannt, ist eine alte Wallfahrtskirche bei Marling in Südtirol. Sie ist dem heiligen Felix von Nola geweiht.

## Geschichte
Möglicherweise existierte die Zisterne im Langhaus bereits unter den Römern, die sie als Kultanlage nutzten. Später wurde die Heilquelle zum Ziel einer christlichen Wallfahrt. Die Weihe der romanischen Kirche, von der noch die Langhauswände erhalten sind, erfolgte am 10. September 1251 durch Bischof Egno von Trient. Die Kirche gehörte früher, wie die Mutterkirche Mariä Himmelfahrt in Marling, dem Chorherrenstift Gries. Um 1500 kam der heutige gotische Chor mit Sternrippengewölbe hinzu. Im 17. Jahrhundert wurde ein neuer barocker Hochaltar angeschafft. Die Wallfahrt wurde unter der Regierungszeit Kaiser Josephs II. abgeschafft. 1789 versuchte das Gericht zu Stein zweimal erfolglos die Kirche im Schätzwert von 210 Gulden öffentlich zu versteigern. Auf Wunsch wurde sie der Gemeinde als Aushilfskirche überlassen. Die entwendeten Gerätschaften hatte die Pfarrkirche von Marling um den Schätzpreis übernommen. Den früheren Kelch verkaufte das Gericht zu Lana. Von 1865 bis 1866 erfolgte unter der Amtszeit des Pfarrers Placidius Wasmer eine Restauration der mittlerweile maroden Kirche. Im Zuge der Umgestaltungsmaßnahmen erhielt die Kirche vom Glasermeister Winkler aus Bozen farbige Glasfenster in Form gemusterter Teppiche und eine Ausmalung der Gewölbe und Kanzel des Dekorateurs Plattner. Ein gotischer Seitenaltar wurde als „kunstlos“ eingestuft und aus dem Kirchenraum entfernt. Seit dem 16. März 1981 steht die Kirche unter Denkmalschutz.

## Beschreibung
Die Kirche besitzt romanische Langhausmauern mit Spitzbogenfenstern, an die sich ein gotischer polygonaler Chor mit Sternrippengewölbe anschließt. Der frühbarocke Altar im Innenraum stammt aus dem 17. Jahrhundert. Das Altarblatt stellt den Kirchenpatron dar. Das Chorgewölbe und die Kanzel wurden 1865/66 bemalt. Im Dachreiter hängt eine historische Glocke von 1577, die Simon Hofer aus Lana goss.

## Brauchtum
Bei Kopfleiden wurde mit dem Wasser, das man mit einer Kelle aus der Öffnung am Kirchenboden schöpfte, der Kopf gewaschen. Bei Krankheit der Gliedmaßen pflegten die Gläubigen hölzerne Arme, Füße und Köpfe, dreimal um den Altar zu tragen.